# Dolichopus consobrinus
Dolichopus consobrinus är en tvåvingeart som beskrevs av Zetterstedt 1859. I den svenska databasen Dyntaxa används istället namnet Dolichopus maculicornis. Dolichopus consobrinus ingår i släktet Dolichopus och familjen styltflugor. Arten är reproducerande i Sverige. Inga underarter finns listade i Catalogue of Life.